# Fondali tra Capo Portiere e Lago di Caprolace (foce)
Fondali tra Capo Portiere e Lago di Caprolace (foce) este o arie protejată (arie specială de conservare — SAC, sit de importanță comunitară — SCI) din Italia întinsă pe o suprafață de 3.730 ha, integral marine.

## Localizare
Centrul sitului Fondali tra Capo Portiere e Lago di Caprolace (foce) este situat la coordonatele 41°22′06″N 12°52′18″E / 41.368333°N 12.871667°E.

## Înființare
Situl Fondali tra Capo Portiere e Lago di Caprolace (foce) a fost declarat sit de importanță comunitară în iunie 1995 pentru a proteja 1 specie de animale. Situl a fost protejat și ca arie specială de conservare în august 2017.

## Biodiversitate
Situată în ecoregiunea mediteraneană, aria protejată conține 2 habitate naturale: Straturi cu Posidonia (Posidonion oceanicae), Bancuri de nisip acoperite în permanență slab de apă marină.
La baza desemnării sitului se află o specie protejată de  pești: Alosa fallax.
Pe lângă speciile protejate, pe teritoriul sitului au mai fost identificate 1 specie de plante, 1 specie de nevertebrate.